# Rhopalowales clavigera
Rhopalowales clavigera är en mångfotingart som beskrevs av Karl Wilhelm Verhoeff 1928. Rhopalowales clavigera ingår i släktet Rhopalowales och familjen orangeridubbelfotingar. Inga underarter finns listade i Catalogue of Life.